# Liogenys forcipata
Liogenys forcipata är en skalbaggsart som beskrevs av Frey 1970. Liogenys forcipata ingår i släktet Liogenys och familjen Melolonthidae. Inga underarter finns listade i Catalogue of Life.